# Sidi Ali Boussidi
Sidi Ali Boussidi (em árabe: سيدي على بوسيدى) é uma comuna localizada na província de Sidi Bel Abbès, Argélia. De acordo com o censo de 2008, a população total da cidade era de 9 715 habitantes.